# Yurika Sakaguchi
Yurika Sakaguchi (坂口　由里香, Sakaguchi Yurika, Kanagawa, 20 de julho de 1994) é uma jogadora de vôlei de praia japonesa.

## Carreira
Ela chegou a praticar o voleibol indoor na região de Shonan e estudou e competiu pela Escola Secundária Feminina da Universidade Aoyama Gakuin, e fez dupla com sua colega de escola Natsu e durante os três anos do ensino médio só conseguiu disputar o campeonato nacional (Copa Madonna) após conquistar o terceiro lugar no Torneio da Prefeitura de Kanagawa, no referido torneio nacional terminaram em quinto lugar em Ehime.Em 2018, estreou no Circuito Japonês ao lado de Erika Habaguchi, conquistaram o bronze na etapa de Miyakonojo, terminaram em nono nas etapas de Minamiawaji e Wakasaobama, em quinto nas etapas de Okinawa, Hiratsuka, Oarai e Yukuhashi, ainda finalizaram na quarta posição no torneio uma estrela de Manavgat.
Em 2019, formou dupla com Chiyo Suzuki no Circuito Mundial, obtendo o bronze no torneio duas estrelas em Phnom Penh e o vice-campeonato no torneio uma estrela em Visagapatão, e no torneio uma estrela de Langkawi esteve com Mayu Sawame e obteve o quarto lugar, depois retornou com Chiyo Suzuki no torneio três estrelas em Kuala Lumpur, voltando ao pódio com o bronze obtido no torneio duas estrelas em Nanquim e no duas estrelas de Qidong, obtendo o primeiro ouro no torneio uma estrela de Budapeste  e o quarto lugar no duas estrelas em Zhongwei; juntas no Circuito Japonês conquistaram o terceiro lugar na etapa de Nagoia e os vice-campeonatos nas etapas de  Miyakonojo e Osaka.
Na jornada de 2020, permaneceu com Chiyo Suzuki e no Circuito Mundial, obtiveram o bronze no torneio duas estrelas de Siem Reap, a medalha de ouro no uma estrela em Guam e o quarto lugar em Langkawi.Em 2021, estiveram juntas na conquista do terceiro lugar no Circuito Japonês na etapa de Tachikawa e venceram a fase semifinal da Continental Cup e foram vice-campeãs da Continental Cup Final AVC de 2021 em Nakhon Pathom.
Ainda em 2021, muda de parceria, passando a jogar ao lado de Akiko Hasegawa, com a qual venceu as etapas de Hiratsuka, 
Matsuyama e Osaka, obtendo o vice-campeonato em Nagoia e o terceiro lugar em Miyakonojo, e pelo Circuito Mundial finalizaram em décimo sétimo no torneio quatro estrelas de Itapema e o quinto lugar no Campeonato Asiático de 2021 em Phuket. Na temporada de 2022 do Circuito Japonês, permaneceram juntas e venceram as etapas de Tachikawa, Oarai, Hiratsuka e Matsuyama, depois, terminaram em quinto lugar  no Campeonato Asiático em Roi Et, melhor posição da dupla no Circuito Mundial de 2022, ocorrida no Challenge das Maldivas.
Em 2023, terminaram em quinto lugar nos Jogos Asiáticos em Ningbo e iniciam no Circuito Mundial, no Elite 16 em Doha, terminaram em nono lugar no  Campeonato Asiático de 2023 em Fuzhou,foram vice-campeãs das etapas de Samila e Penghu do Circuito Asiático, sendo vice-campeãs na etapa de Tahichi e Aomori, campeãs em Hiratsuka, Yokohama e Nagoia; ainda competiu nesta temporada na Fase da Região Oriental da Continental Cup com Reika Murakami ficando em primeiro lugar depois, com Akiko Hasegawa disputou o Campeonato Mundial de Vôlei de Praia de 2023 nas cidades mexicanas de Tlaxcala de Xicohténcatl,  Apizaco e Huamantla.

## Títulos e resultados
- 1* Guam do Circuito Mundial de Voleibol de Praia de 2020
- 1* Budapeste do Circuito Mundial de Voleibol de Praia de 2019
- 1* Visagapatão do Circuito Mundial de Voleibol de Praia de 2019
- 2* Siem Reap do Circuito Mundial de Voleibol de Praia de 2020
- 2* Qidong do Circuito Mundial de Voleibol de Praia de 2019
- 2* Nanquim do Circuito Mundial de Voleibol de Praia de 2019
- 2* Phnom Penh do Circuito Mundial de Voleibol de Praia de 2019
- 1* Langkawi do Circuito Mundial de Voleibol de Praia de 2020
- 2* Zhongwei do Circuito Mundial de Voleibol de Praia de 2019
- 1* Langkawi do Circuito Mundial de Voleibol de Praia de 2019
- 1* Manavgat do Circuito Mundial de Voleibol de Praia de 2018
- Etapa de Penghu do Circuito Asiático de Voleibol de Praia de 2023
- Etapa de Samila do Circuito Asiático de Voleibol de Praia de 2023
- Etapa de Samila do Circuito Asiático de Voleibol de Praia de 2022
- Etapa de Nagoia do Circuito Japonês de Voleibol de Praia de 2023
- Etapa de Yokohama do Circuito Japonês de Voleibol de Praia de 2023
- Etapa de Hiratsuka do Circuito Japonês de Voleibol de Praia de 2023
- Etapa de Matsuyama do Circuito Japonês de Voleibol de Praia de 2022
- Etapa de Hiratsuka do Circuito Japonês de Voleibol de Praia de 2022
- Etapa de Oarai do Circuito Japonês de Voleibol de Praia de 2022
- Etapa de Tachikawa do Circuito Japonês de Voleibol de Praia de 2022
- Etapa de Tachikawa do Circuito Japonês de Voleibol de Praia de 2021
- Etapa de Aomori] do Circuito Japonês de Voleibol de Praia de 2023
- Etapa de Tahichi do Circuito Japonês de Voleibol de Praia de 2023
- Etapa de Osaka do Circuito Japonês de Voleibol de Praia de 2019
- Etapa de Miyakonojo do Circuito Japonês de Voleibol de Praia de 2019
- Etapa de Nagoia do Circuito Japonês de Voleibol de Praia de 2019
- Etapa de Miyakonojo do Circuito Japonês de Voleibol de Praia de 2018